# Šídlatka (rostlina)
Šídlatka (Isoëtes) je rod plavuňových rostlin, jediný recentní zástupce čeledi šídlatkovitých (Isoetaceae). Je doposud rozlišováno 75–190 vesměs vzácně se vyskytujících druhů s malými areály, ale celkově kosmopolitním rozšířením; další druhy jsou dosud popisovány, převážně z vysokohorských oblastí tropů. Jihoamerický druh Isoëtes andicola byl po svém objevení nějakou dobu řazen do samostatného rodu Styllites, jehož oprávněnost však molekulárními analýzami nebyla potvrzena. Do čeledi šídlatkovité dále patřil též vyhynulý rod †Tomiostrobus.

## Evoluce
Nejstarší fosilizovaní zástupci patřící k rodu šídlatka (†Isoetes beestonii) byli dle dřívějších názorů objeveni ve vrstvách datovaných do období pozdního permu (před asi 260 miliony let). Nové analýzy ale ukazují, že původ této rostliny je podstatně mladší, její diverzifikace totiž proběhla až v průběhu paleogénu, asi před 60 až 45 miliony let. Coby výtrusné rostliny jsou vázány na vlhké prostředí.

## Popis
Šídlatky jsou nejčastěji stálezelené vodní rostliny obývající především čisté stojaté nebo pomalu tekoucí vody. Další druhy jsou bažinné, ale i suchozemské, rostoucí na vlhkých, sezónně vysychajících půdách; takové v době sucha shodí listy a přežívají ve formě podzemního hlízovitého oddenku.
Listy jsou šídlovité, jednožilné, 2–20 cm (výjimečně až 100 cm) dlouhé, s podélnými vzdušnými dutinami oddělenými příčnými přepážkami a na vnitřní straně s blanitým pajazýčkem. Listy vyrůstají v přízemní růžici; na bázi, kde přisedají, jsou objímavě rozšířené. Nemají průduchy, CO2 získávají ze substrátu kořeny a dutinami jej rozvádějí do listu. Vnější listy nesou na vnitřní straně báze výtrusnice, vnitřní jsou sterilní. Výtrusnice jsou rozlišeny na mikrosporangia (samčí) a megasporangia (samičí) a produkují rozlišené výtrusy (heterosporie). Megaspory jsou velké, kulovité, viditelné pouhým okem, mikrospory mikroskopické. Prokel je velmi drobný, zůstávající v blanách výtrusů.

## Zástupci a rozšíření

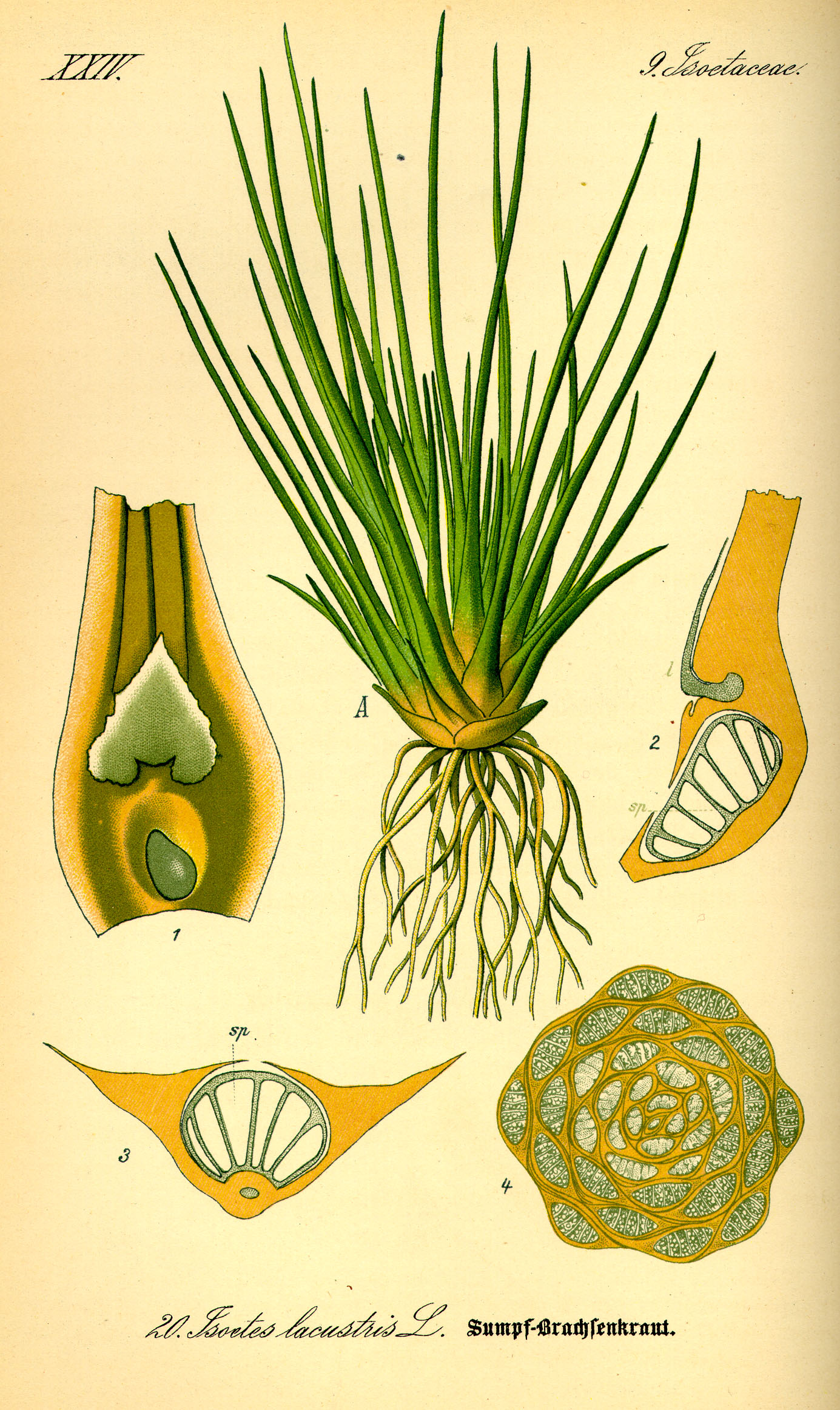
Vědecká ilustrace šídlatky jezerní

Nejvíce druhů se vyskytuje v Severní Americe a Středomoří. V české flóře jsou původní dva druhy – šídlatka ostnovýtrusá (Isoëtes echinospora) a šídlatka jezerní (Isöetes lacustris), které jsou zde kriticky ohroženými glaciálními relikty.

## Galerie

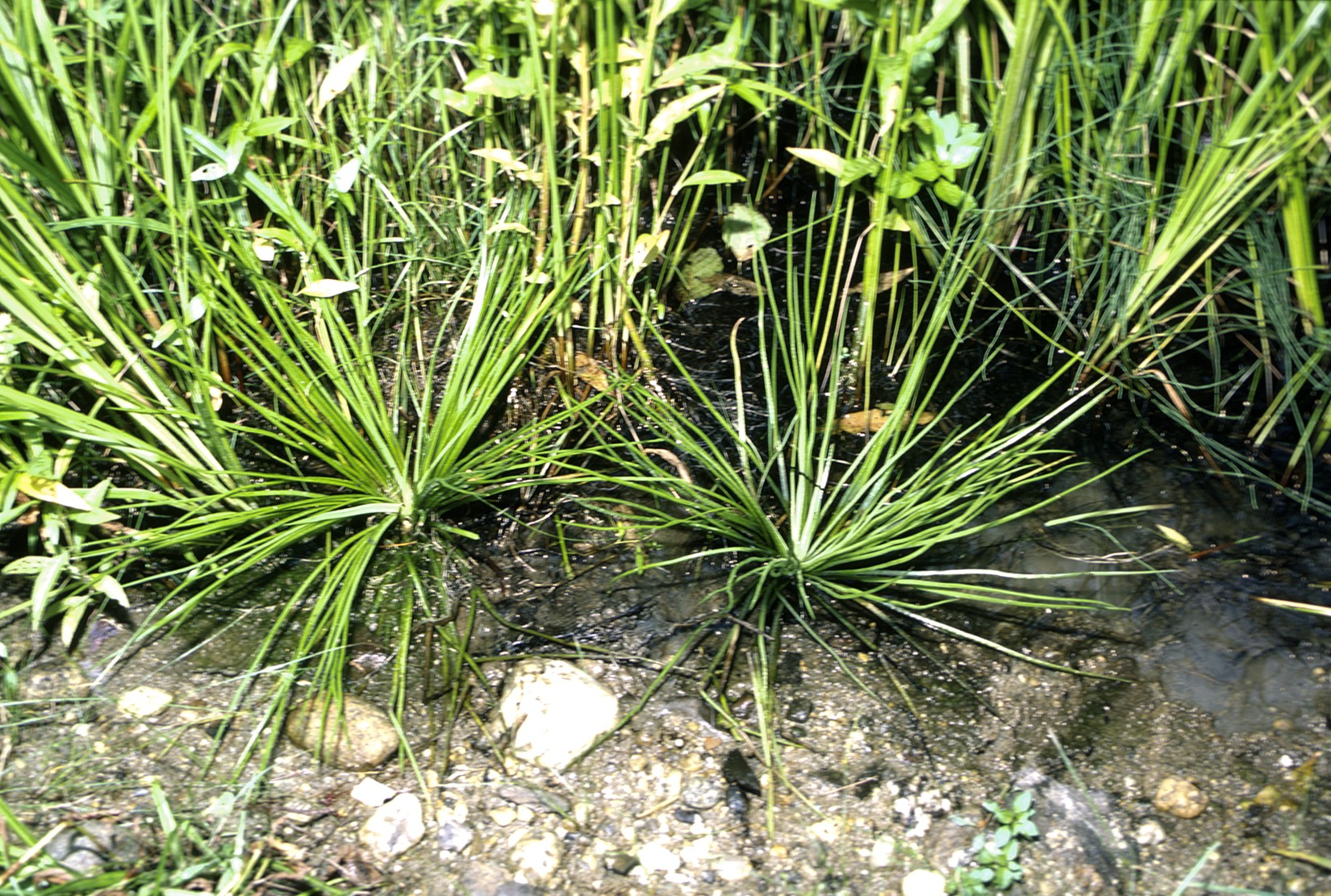
Isoetes engelmannii
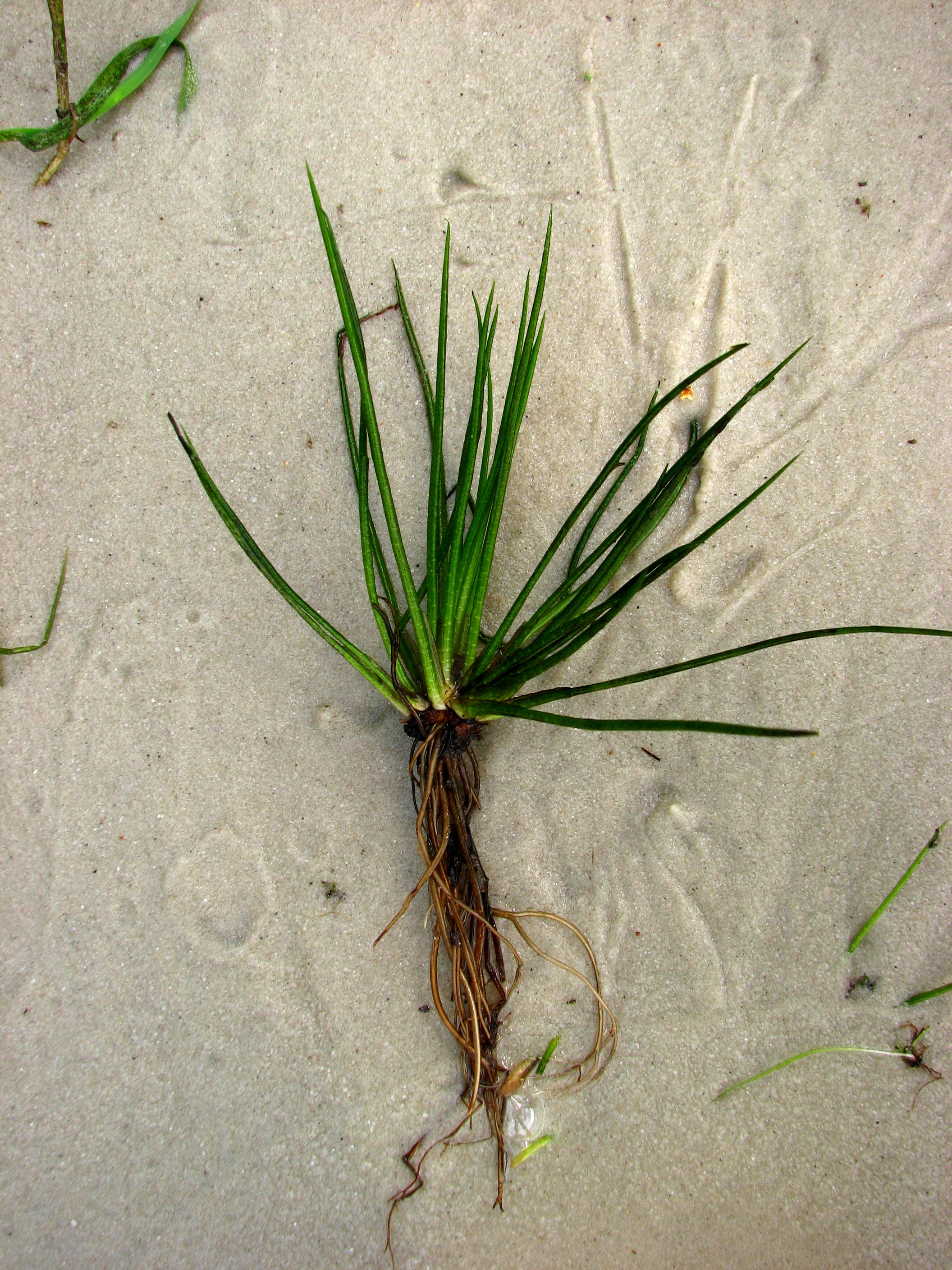
Isoetes lacustris - detail celé rostliny
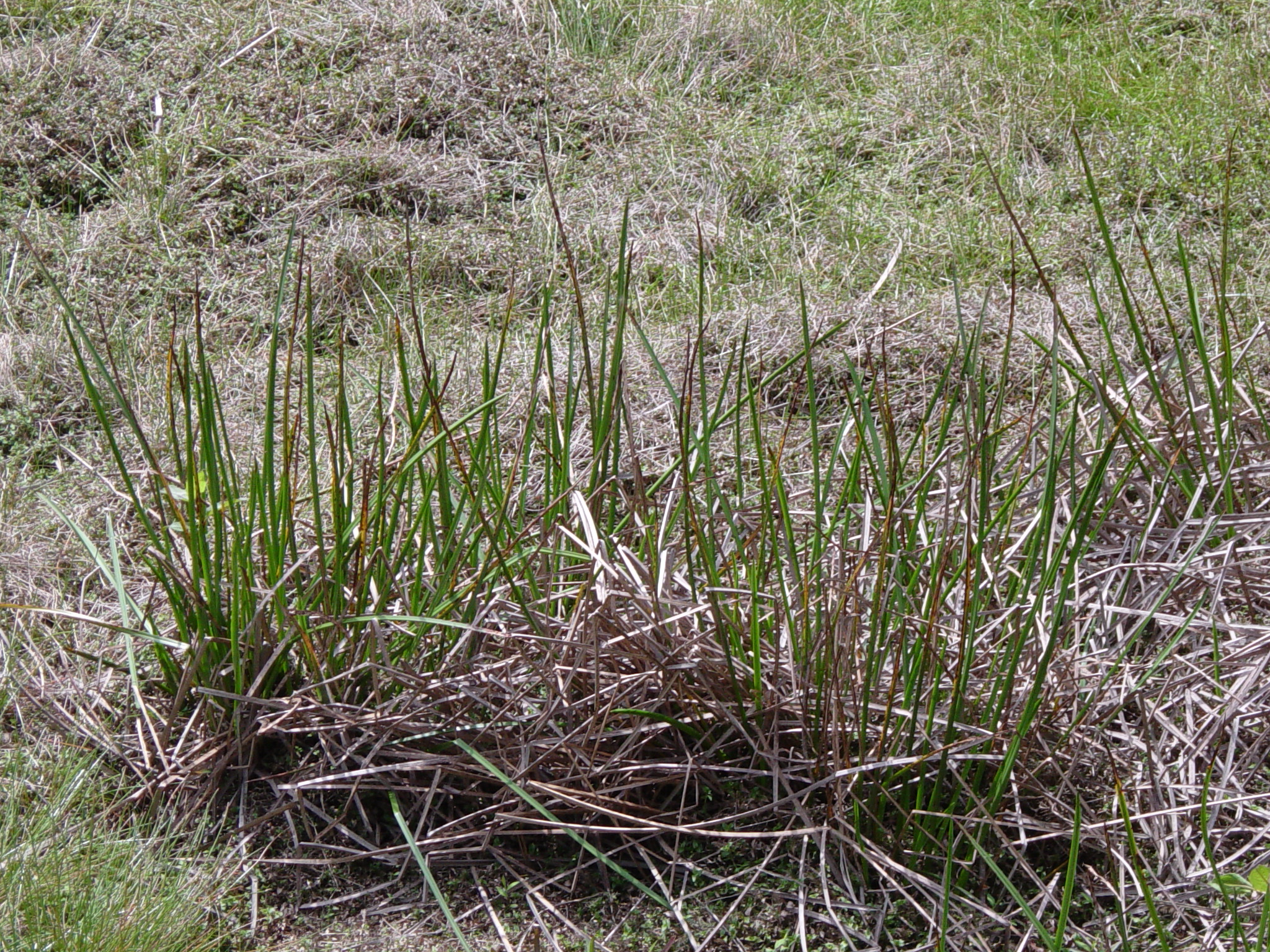
Isoetes taiwanensis
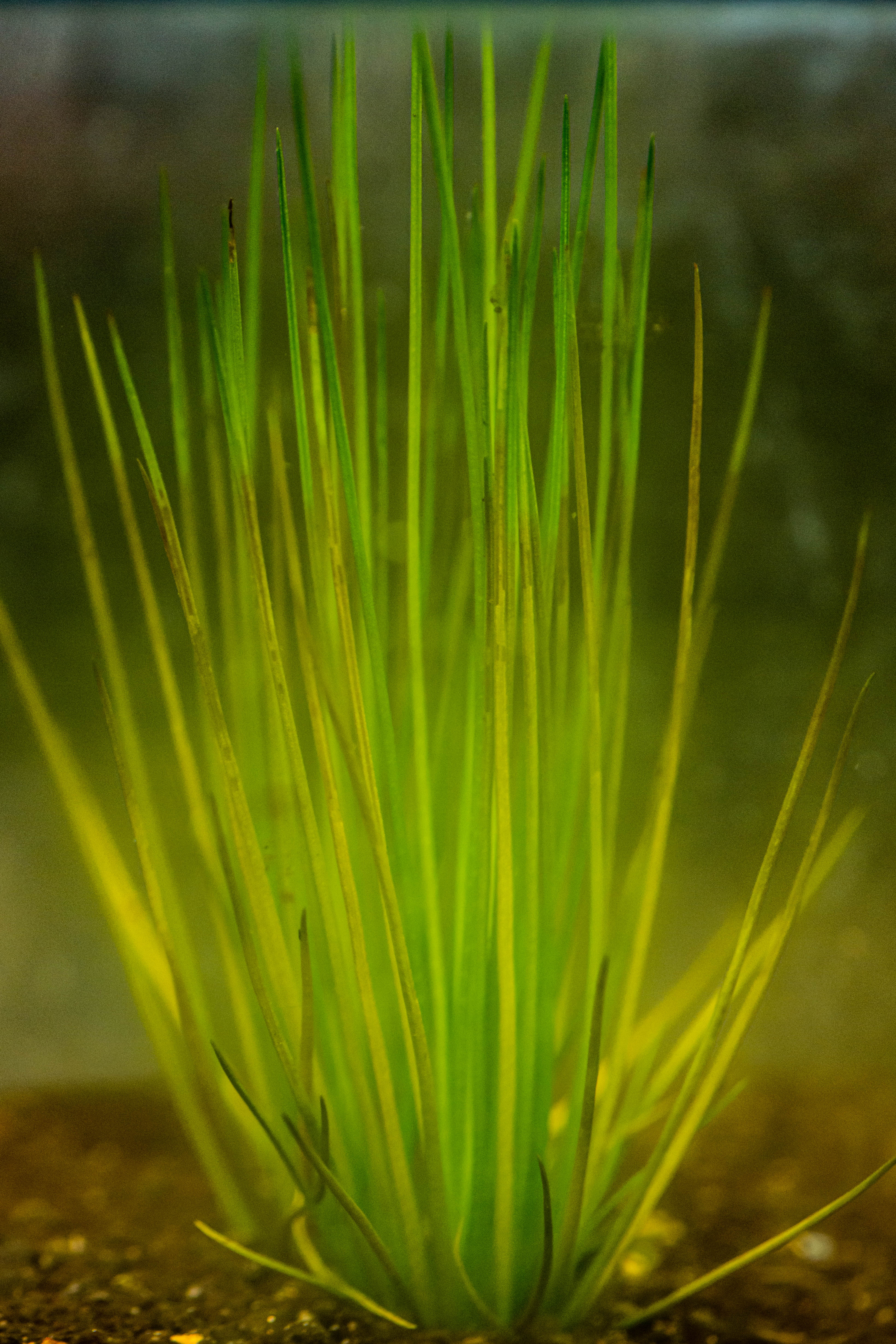
Isoetes japonica
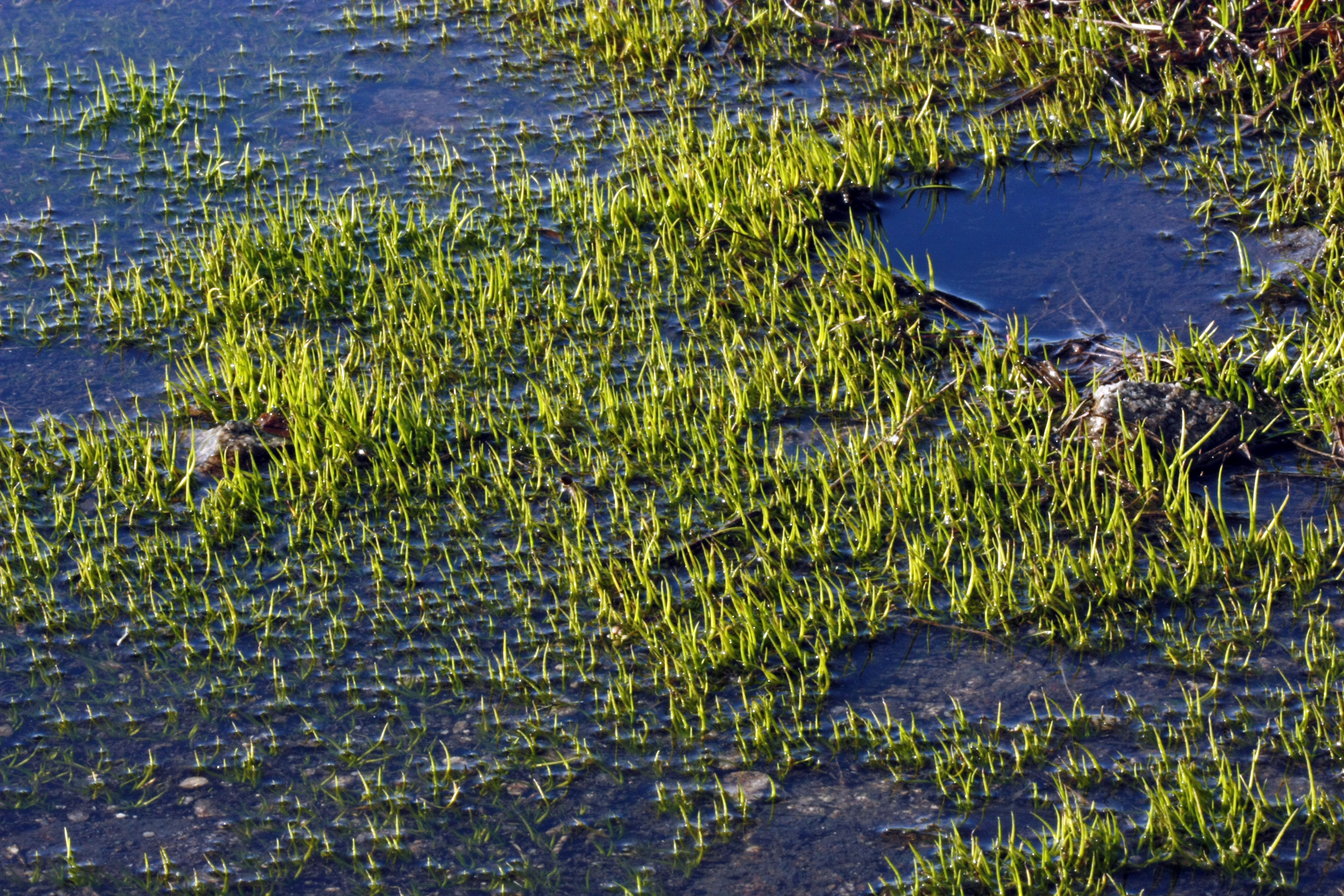
Kolonie šídlatky Isoetes melanospora
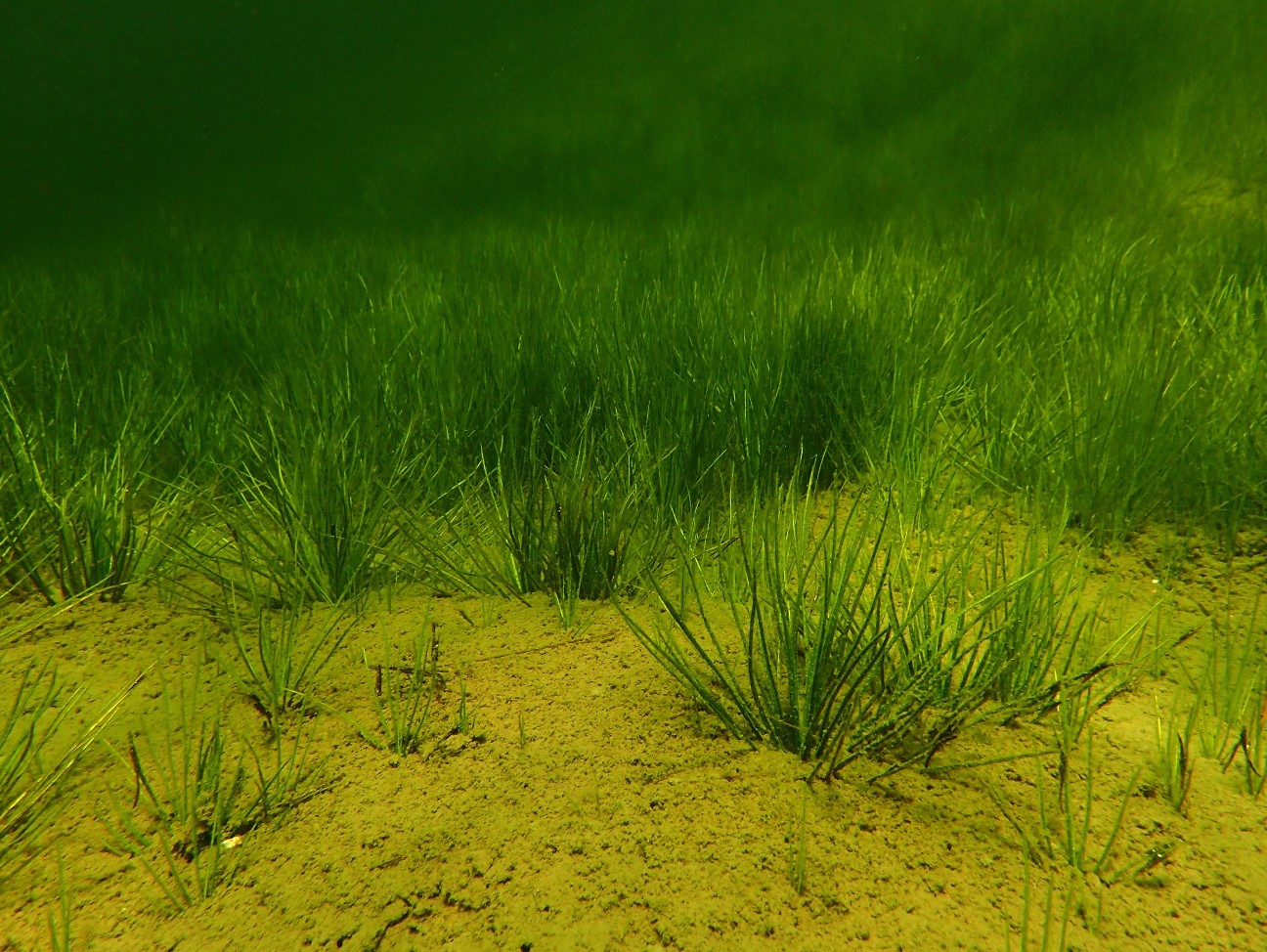
Porost šídlatek pod hladinou